# Le Bousquet
Pour les articles homonymes, voir Bousquet.
Le Bousquet  (en occitan El Bosquet) est une commune française, située dans le Sud-Ouest du département de l'Aude en région Occitanie.
Sur le plan historique et culturel, la commune fait partie du Pays de Sault, un plateau situé entre 990 et 1310 mètres d'altitude fortement boisé. Exposée à un climat de montagne, elle est drainée par l'Aiguette, le ruisseau de la Clarianelle, le ruisseau de Roquefort et par divers autres petits cours d'eau. La commune possède un patrimoine naturel remarquable : trois sites Natura 2000 (le « pays de Sault », le « massif de Madres-Coronat » et la « haute Vallée de l'Aude et Bassin de l'Aiguette »), un espace protégé (le « Pinata ») et huit zones naturelles d'intérêt écologique, faunistique et floristique.
Le Bousquet est une commune rurale qui compte 44 habitants en 2022, après avoir connu un pic de population de 470 habitants en 1851. Ses habitants sont appelés les Bousquetois et ses habitantes les Bousquetoises.

## Géographie

### Localisation
Commune située au pied du pic de Madrès à la limite sud de l'Aude, limitrophe des Pyrénées-Orientales accessibles par le col de Jau et proche de l'Ariège.

### Communes limitrophes
Les communes limitrophes sont  Bessède-de-Sault, Counozouls, Escouloubre, Mosset, Puyvalador, Roquefort-de-Sault, Réal et Sansa.
|                                                    | Bessède-de-Sault |                           |
| Escouloubre                                        | du Bousquet      | Roquefort-de-Sault        |
| Puyvalador (P.O., par un quadripoint), Réal (P.O.) | Sansa (P.O.)     | Counozouls, Mosset (P.O.) |

### Hydrographie
La commune est dans la région hydrographique « Côtiers méditerranéens », au sein du bassin hydrographique Rhône-Méditerranée-Corse. Elle est drainée par l'Aiguette, le ruisseau de la Clarianelle, le ruisseau de Roquefort, le ruisseau de Cantolèbres, le ruisseau de Sérignière, le ruisseau du Counc, le ruisseau du Pountarrou et le ruisseau du Prat d'en Builiac, constituant un réseau hydrographique de 17 km de longueur totale,.
L'Aiguette, d'une longueur totale de 20,19 km, prend sa source dans la commune et s'écoule vers le sud. Elle traverse la commune et se jette dans l'Aude à Artigues, après avoir traversé 5 communes.

### Climat
Pour des articles plus généraux, voir Climat de l'Occitanie et Climat de l'Aude.
En 2010, le climat de la commune est de type climat des marges montargnardes, selon une étude s'appuyant sur une série de données couvrant la période 1971-2000. En 2020, Météo-France publie une typologie des climats de la France métropolitaine dans laquelle la commune est exposée à un climat de montagne ou de marges de montagne et est dans la région climatique Pyrénées orientales, caractérisée par une faible pluviométrie, un très bon ensoleillement (2 600 h/an), un air sec, particulièrement en hiver et peu de brouillards.
Pour la période 1971-2000, la température annuelle moyenne est de 9,4 °C, avec  une amplitude thermique annuelle de 14,7 °C. Le cumul annuel moyen de précipitations est de 962 mm, avec 9,3 jours de précipitations en janvier et 6,5 jours en juillet. Pour la période 1991-2020 la température moyenne annuelle observée sur la station météorologique la plus proche, située sur la commune de Belcaire à 19 km à vol d'oiseau, est de 9,8 °C et le cumul annuel moyen de précipitations est de 1 032,4 mm,. Pour l'avenir, les paramètres climatiques de la commune estimés pour 2050 selon différents scénarios d’émission de gaz à effet de serre sont consultables sur un site dédié publié par Météo-France en novembre 2022.

### Milieux naturels et biodiversité

#### Espaces protégés
La protection réglementaire est le mode d’intervention le plus fort pour préserver des espaces naturels remarquables et leur biodiversité associée,.
Un  espace protégé est présent sur la commune : 
le « Pinata », une réserve biologique dirigée, d'une superficie de 293 ha.

#### Réseau Natura 2000

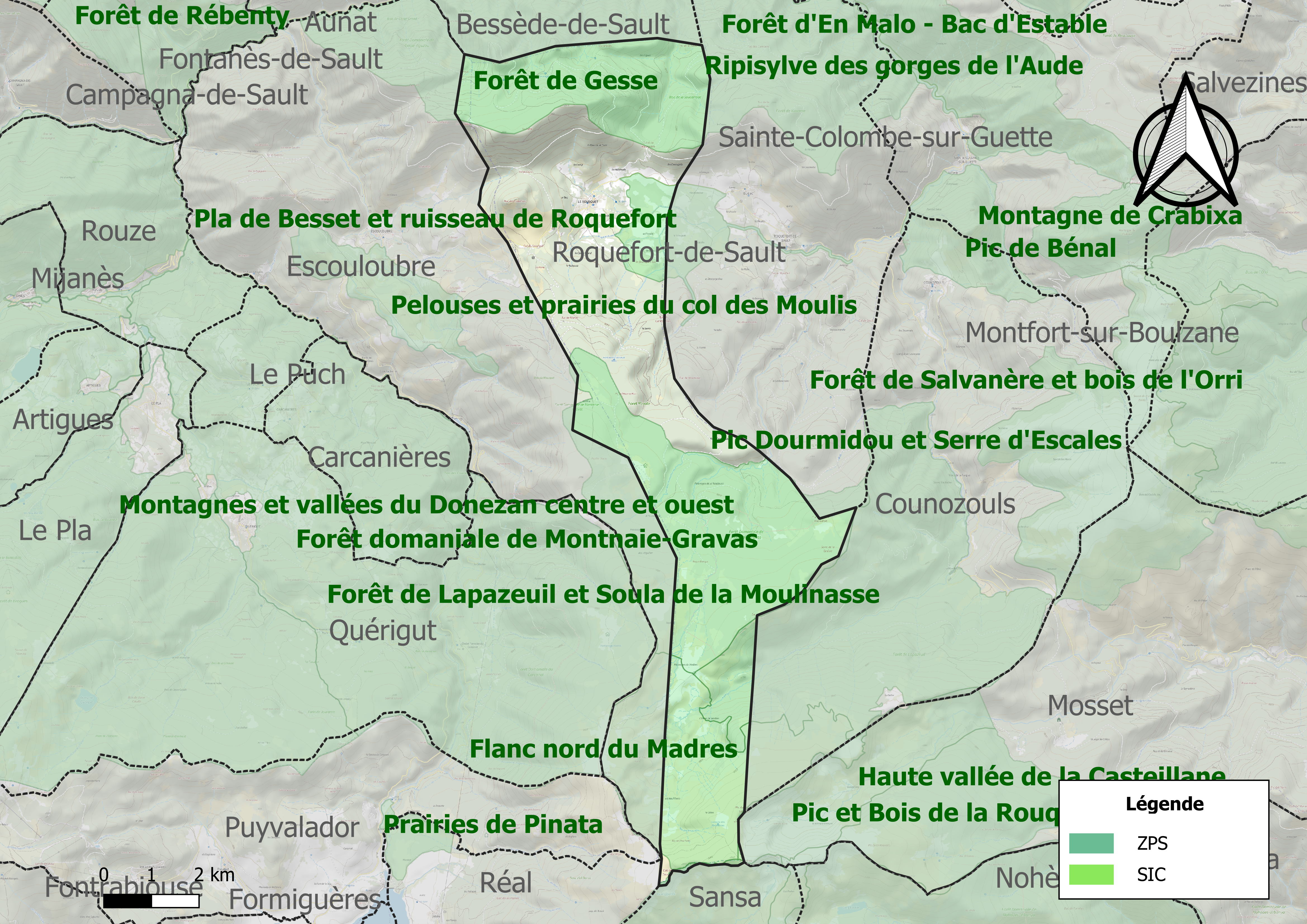
Sites Natura 2000 sur le territoire communal.

Le réseau Natura 2000 est un réseau écologique européen de sites naturels d'intérêt écologique élaboré à partir des directives habitats et oiseaux, constitué de zones spéciales de conservation (ZSC) et de zones de protection spéciale (ZPS). Deux sites Natura 2000 ont été définis sur la commune au titre de la directive habitats :
- le « massif de Madres-Coronat », d'une superficie de 21 363 ha, offrant une multitude de faciès de végétation avec aussi bien des garrigues supra-méditerranéennes, des pinèdes à Pin sylvestre ou à Pin à crochet, que des hêtraies pures ou des hêtraies-sapinières, des landes à Genêt purgatif ou à Rhododendron, ou encore des pelouses alpines[17] ;
- la « haute Vallée de l'Aude et Bassin de l'Aiguette », d'une superficie de 17 055 ha, particulièrement intéressant pour ses milieux aquatiques. Il comprend des populations de Desmans des Pyrénées, Barbeau méridional, d'écrevisses à pattes blanches ainsi que des chabots[18] ;

et un au titre de la directive oiseaux : 
- le « pays de Sault », d'une superficie de 71 499 ha, présentant une grande diversité d'habitats pour les oiseaux. On y rencontre donc aussi bien les diverses espèces de rapaces rupestres, en particulier les vautours dont les populations sont en augmentation, que les passereaux des milieux ouverts (bruant ortolan, alouette lulu) et des espèces forestières comme le pic noir[19].

#### Zones naturelles d'intérêt écologique, faunistique et floristique
L’inventaire des zones naturelles d'intérêt écologique, faunistique et floristique (ZNIEFF) a pour objectif de réaliser une couverture des zones les plus intéressantes sur le plan écologique, essentiellement dans la perspective d’améliorer la connaissance du patrimoine naturel national et de fournir aux différents décideurs un outil d’aide à la prise en compte de l’environnement dans l’aménagement du territoire. Cinq ZNIEFF de type 1 sont recensées sur la commune :
- le « flanc nord du Madres » (664 ha), couvrant 4 communes dont 3 dans l'Aude et 1 dans les Pyrénées-Orientales[21] ;
- la « forêt de Gesse » (1 797 ha), couvrant 5 communes du département[22] ;
- la « forêt de Lapazeuil et Soula de la Moulinasse » (1 276 ha), couvrant 2 communes du département[23] ;
- la « forêt domaniale de Montnaie-Gravas » (1 043 ha), couvrant 3 communes du département[24] ;
- le « pla de Besset et ruisseau de Roquefort » (216 ha), couvrant 2 communes du département[25] ;

et trois ZNIEFF de type 2, : 
- les « gorges de l'Aude et de l'Aiguette » (5 612 ha), couvrant 10 communes du département[26] ;
- le « massif du Madres » (8 031 ha), couvrant 10 communes dont 4 dans l'Aude et 6 dans les Pyrénées-Orientales[27] ;
- le « plateau du Roquefortais » (1 876 ha), couvrant 3 communes du département[28].

Carte des ZNIEFF de type 1 et 2 au Bousquet.
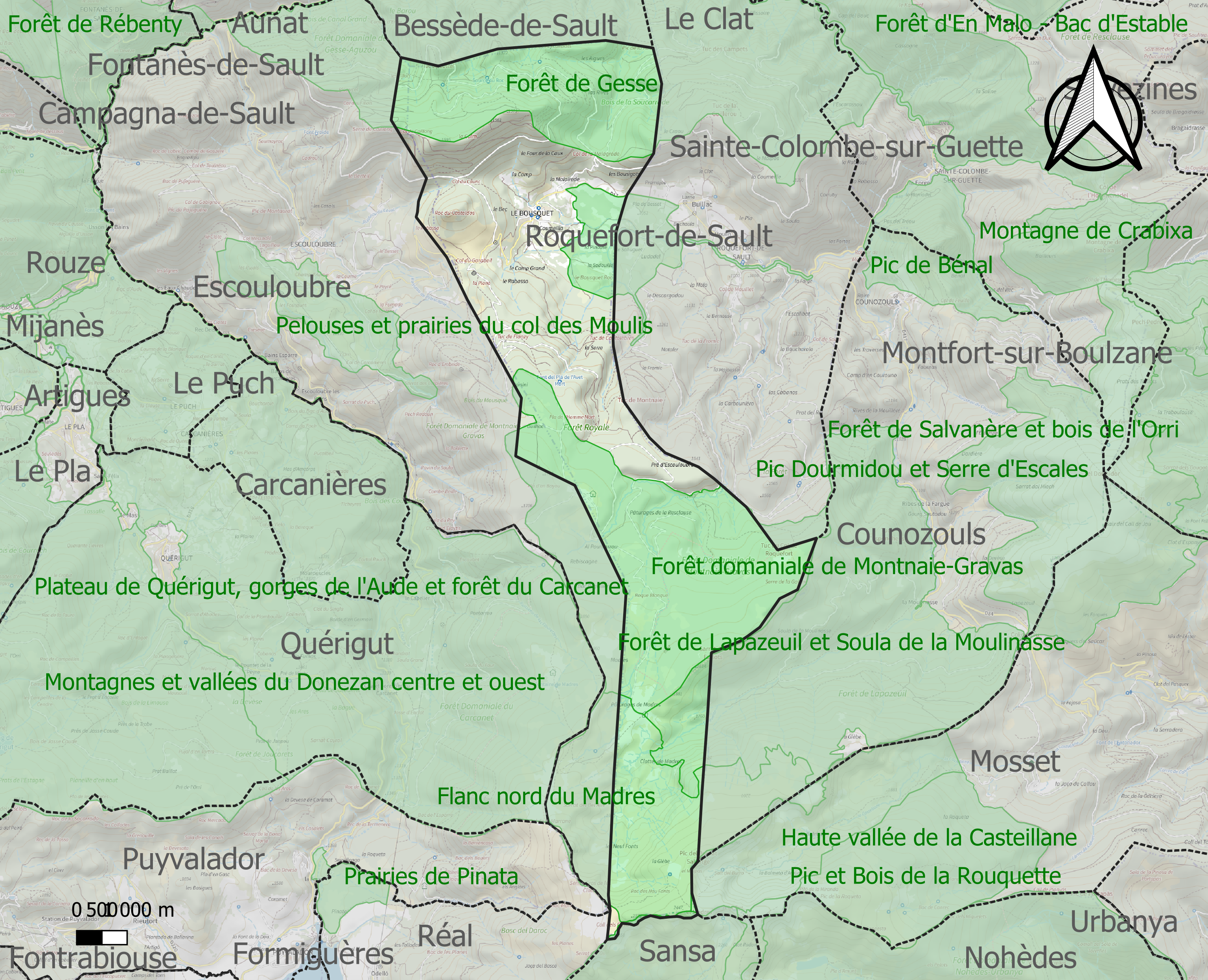
Carte des ZNIEFF de type 1 sur la commune.
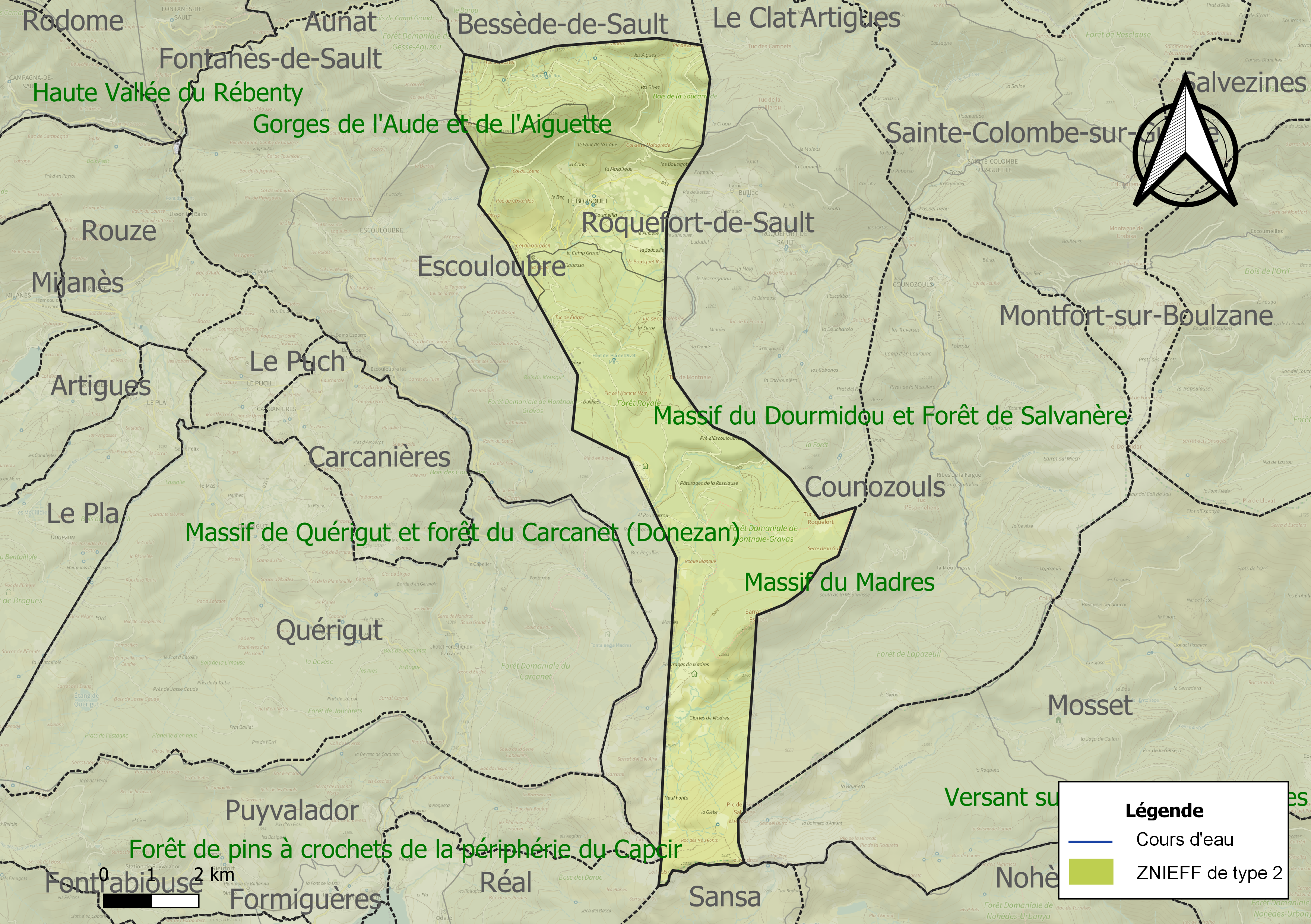
Carte des ZNIEFF de type 2 sur la commune.

## Urbanisme

### Typologie
Au 1er janvier 2024, Le Bousquet est catégorisée commune rurale à habitat très dispersé, selon la nouvelle grille communale de densité à 7 niveaux définie par l'Insee en 2022.
Elle est située hors unité urbaine et hors attraction des villes,.

### Occupation des sols
L'occupation des sols de la commune, telle qu'elle ressort de la base de données européenne d’occupation biophysique des sols Corine Land Cover (CLC), est marquée par l'importance des forêts et milieux semi-naturels (93,1 % en 2018), une proportion identique à celle de 1990 (93,1 %). La répartition détaillée en 2018 est la suivante : forêts (70,9 %), milieux à végétation arbustive et/ou herbacée (21,9 %), zones agricoles hétérogènes (4,2 %), prairies (2,7 %), espaces ouverts, sans ou avec peu de végétation (0,3 %). L'évolution de l’occupation des sols de la commune et de ses infrastructures peut être observée sur les différentes représentations cartographiques du territoire : la carte de Cassini (XVIIIe siècle), la carte d'état-major (1820-1866) et les cartes ou photos aériennes de l'IGN pour la période actuelle (1950 à aujourd'hui).

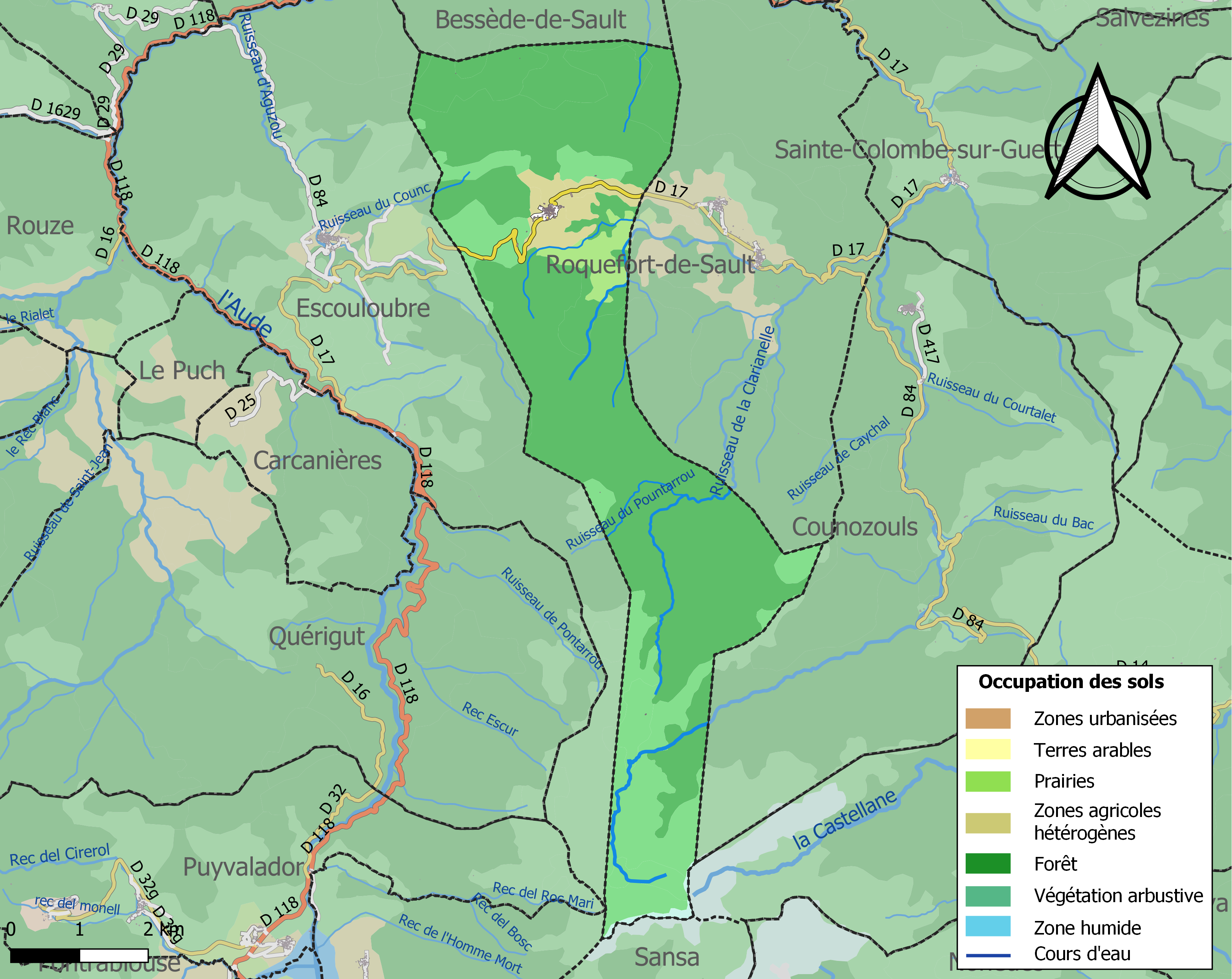
Carte des infrastructures et de l'occupation des sols de la commune en 2018 (CLC).

### Risques majeurs
Le territoire de la commune duBousquet est vulnérable à différents aléas naturels : météorologiques (tempête, orage, neige, grand froid, canicule ou sécheresse) et séisme (sismicité modérée). Il est également exposé à un risque particulier : le risque de radon. Un site publié par le BRGM permet d'évaluer simplement et rapidement les risques d'un bien localisé soit par son adresse soit par le numéro de sa parcelle.

#### Risques naturels

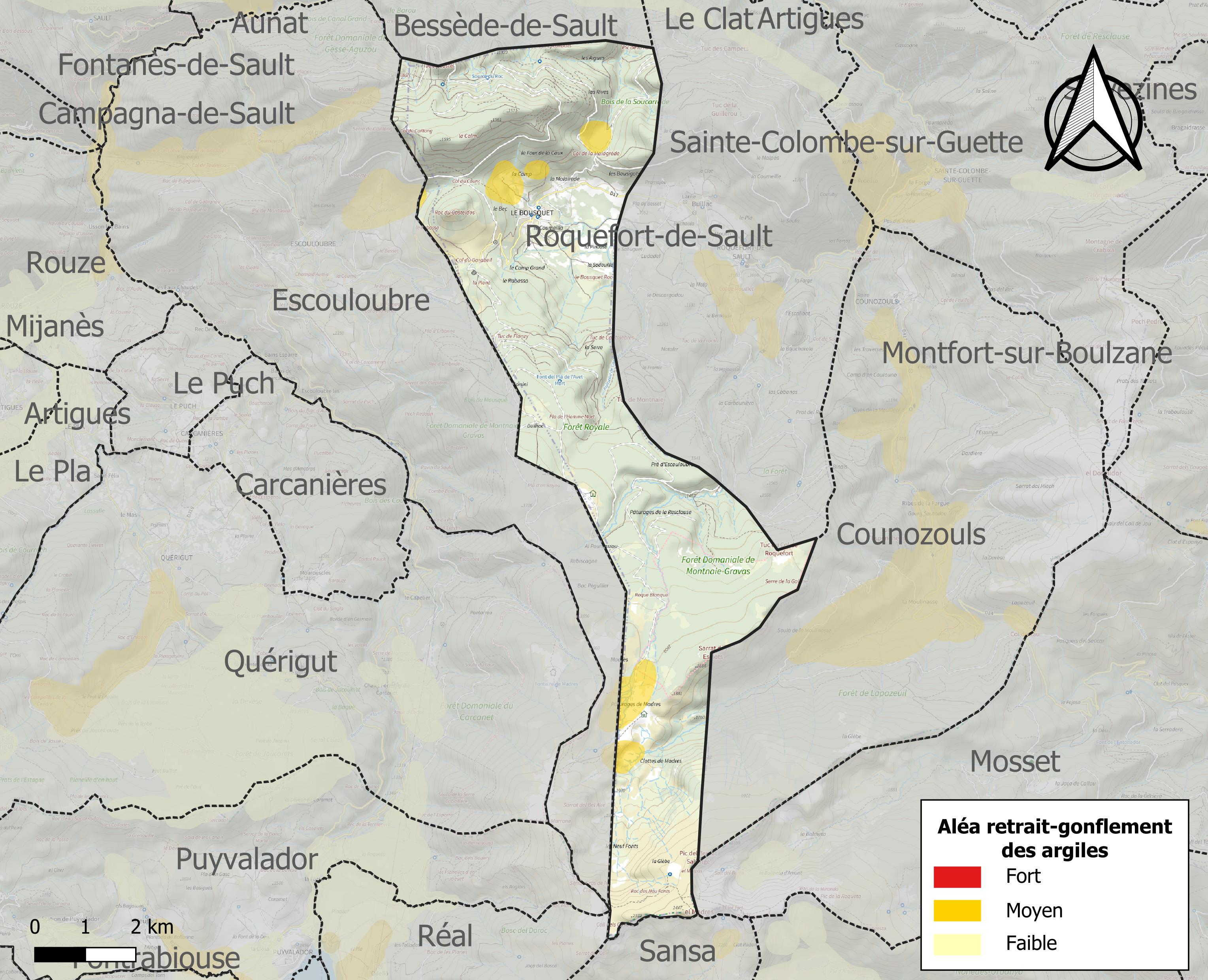
Carte des zones d'aléa retrait-gonflement des sols argileux du Bousquet.

Le retrait-gonflement des sols argileux est susceptible d'engendrer des dommages importants aux bâtiments en cas d’alternance de périodes de sécheresse et de pluie. 3,9 % de la superficie communale est en aléa moyen ou fort (75,2 % au niveau départemental et 48,5 % au niveau national). Sur les 119 bâtiments dénombrés sur la commune en 2019, 0 sont en aléa moyen ou fort, soit 0 %, à comparer aux 94 % au niveau départemental et 54 % au niveau national. Une cartographie de l'exposition du territoire national au retrait gonflement des sols argileux est disponible sur le site du BRGM,.

#### Risque particulier
Dans plusieurs parties du territoire national, le radon, accumulé dans certains logements ou autres locaux, peut constituer une source significative d’exposition de la population aux rayonnements ionisants. Certaines communes du département sont concernées par le risque radon à un niveau plus ou moins élevé. Selon la classification de 2018, la commune du Bousquet est classée en zone 3, à savoir zone à potentiel radon significatif.

## Histoire
Le village du Bousquet se trouve sur le territoire de l'ancienne seigneurie de Casteldos, vassale de la vicomté de Fenouillèdes, et dont le siège était situé sur l'actuel roc du Casteldos. En 1259, Bertrand de Sauto, seigneur de Casteldos et du Bourbel est brûlé pour hérésie cathare à Perpignan avec le seigneur Bernard d'Alion, en présence du roi d'Aragon Jacques Ier.
Le Bousquet est fondée en 1286 par une charte de peuplement donnée par Bernard de Sauton, seigneur d'Escouloubre, à des habitants de Soumayrac, village aujourd'hui disparu sur la commune actuelle d'Escouloubre.

## Politique et administration

### Découpage territorial
La commune duBousquet est membre de la communauté de communes des Pyrénées audoises , un établissement public de coopération intercommunale (EPCI) à fiscalité propre créé le 30 mai 2013 dont le siège est à Quillan. Ce dernier est par ailleurs membre d'autres groupements intercommunaux.
Sur le plan administratif, elle est rattachée à l'arrondissement de Limoux, au département de l'Aude, en tant que circonscription administrative de l'État, et à la région Occitanie.
Sur le plan électoral, elle dépend du canton de la Haute-Vallée de l'Aude pour l'élection des conseillers départementaux, depuis le redécoupage cantonal de 2014 entré en vigueur en 2015, et de la troisième circonscription de l'Aude  pour les élections législatives, depuis le redécoupage électoral de 1986.

### Liste des maires
| Période                                  | Période  | Identité         | Étiquette | Qualité |
| ---------------------------------------- | -------- | ---------------- | --------- | ------- |
| mars 2001                                | 2014     | Joseph Bousquet  |           |         |
| 2014                                     | En cours | Christian Aragou |           |         |
| Les données manquantes sont à compléter. |          |                  |           |         |

## Population et société

### Démographie
L'évolution du nombre d'habitants est connue à travers les recensements de la population effectués dans la commune depuis 1793. Pour les communes de moins de 10 000 habitants, une enquête de recensement portant sur toute la population est réalisée tous les cinq ans, les populations de référence des années intermédiaires étant quant à elles estimées par interpolation ou extrapolation. Pour la commune, le premier recensement exhaustif entrant dans le cadre du nouveau dispositif a été réalisé en 2008.

En 2022, la commune comptait 44 habitants, en évolution de +2,33 % par rapport à 2016 (Aude : +2,65 %, France hors Mayotte : +2,11 %).
| 1793 | 1800 | 1806 | 1821 | 1831 | 1836 | 1841 | 1846 | 1851 |
| ---- | ---- | ---- | ---- | ---- | ---- | ---- | ---- | ---- |
| 406  | 366  | 373  | 390  | 439  | 455  | 466  | 465  | 470  |

| 1856 | 1861 | 1866 | 1872 | 1876 | 1881 | 1886 | 1891 | 1896 |
| ---- | ---- | ---- | ---- | ---- | ---- | ---- | ---- | ---- |
| 425  | 425  | 416  | 409  | 366  | 351  | 357  | 342  | 327  |

| 1901 | 1906 | 1911 | 1921 | 1926 | 1931 | 1936 | 1946 | 1954 |
| ---- | ---- | ---- | ---- | ---- | ---- | ---- | ---- | ---- |
| 308  | 271  | 268  | 181  | 191  | 167  | 161  | 148  | 146  |

| 1962 | 1968 | 1975 | 1982 | 1990 | 1999 | 2006 | 2008 | 2013 |
| ---- | ---- | ---- | ---- | ---- | ---- | ---- | ---- | ---- |
| 90   | 68   | 47   | 39   | 52   | 53   | 48   | 47   | 43   |

| 2018 | 2022 | - | - | - | - | - | - | - |
| ---- | ---- | - | - | - | - | - | - | - |
| 45   | 44   | - | - | - | - | - | - | - |

## Économie

### Emploi
| Division       | 2008   | 2013   | 2018   |
| -------------- | ------ | ------ | ------ |
| Commune        | 4,3 %  | 19 %   | 0 %    |
| Département    | 10,2 % | 12,8 % | 12,6 % |
| France entière | 8,3 %  | 10 %   | 10 %   |

En 2018, la population âgée de 15 à 64 ans s'élève à 24 personnes, parmi lesquelles on compte 37,5 % d'actifs (37,5 % ayant un emploi et 0 % de chômeurs) et 62,5 % d'inactifs,. Depuis 2008, le taux de chômage communal (au sens du recensement) des 15-64 ans est inférieur à celui de la France et du département.
La commune est hors attraction des villes,. Elle compte 8 emplois en 2018, contre 7 en 2013 et 13 en 2008. Le nombre d'actifs ayant un emploi résidant dans la commune est de 10, soit un indicateur de concentration d'emploi de 80,4 % et un taux d'activité parmi les 15 ans ou plus de 22,7 %.
Sur ces 10 actifs de 15 ans ou plus ayant un emploi, 4 travaillent dans la commune, soit 40 % des habitants. Pour se rendre au travail, 80 % des habitants utilisent un véhicule personnel ou de fonction à quatre roues, 10 % s'y rendent en deux-roues, à vélo ou à pied et 10 % n'ont pas besoin de transport (travail au domicile).

### Activités hors agriculture
4 établissements sont implantés  au Bousquet au 31 décembre 2019. Le secteur de l'industrie manufacturière, des industries extractives et autres est prépondérant sur la commune puisqu'il représente 50 % du nombre total d'établissements de la commune (2 sur les 4 entreprises implantées au Bousquet), contre 8,8 % au niveau départemental.

### Agriculture
|                                   | 1988 | 2000 | 2010 |
| --------------------------------- | ---- | ---- | ---- |
| Exploitations                     | 3    | 1    | 3    |
| Superficie agricole utilisée (ha) | 82   | 85   | 310  |

La commune fait partie de la petite région agricole dénommée « Pays de Sault ». En 2010, l'orientation technico-économique de l'agriculture  sur la commune est l'élevage de bovins pour la viande. Trois exploitations agricoles ayant leur siège dans la commune sont dénombrées lors du recensement agricole de 2010 (trois en 1988). La superficie agricole utilisée est de 310 ha.

## Culture locale et patrimoine

### Lieux et monuments
- Église Saint-Étienne du Bousquet.
- Église de l'Assomption de Bousquet.
- Pic de Madrès.
- Croix de granit ancienne au col du Garabeil (1262 m) situé sur la commune (D 17).
- Roc du Casteldos.
- Ancien château rasé.

### Héraldique
| Blason de Bousquet (Le) | Blason  | D’azur à la forêt d’argent, au chef émanché de deux pièces d’or. |
| Blason de Bousquet (Le) | Détails | Le statut officiel du blason reste à déterminer.                 |